# Villarluengo
Villarluengo es un municipio y localidad española de la provincia de Teruel, en Aragón. En el norte del término municipal, perteneciente a la comarca de Maestrazgo, se encuentra el monumento natural de los Órganos de Montoro. Cuenta con una población de 163 habitantes (INE 2024).

## Geografía

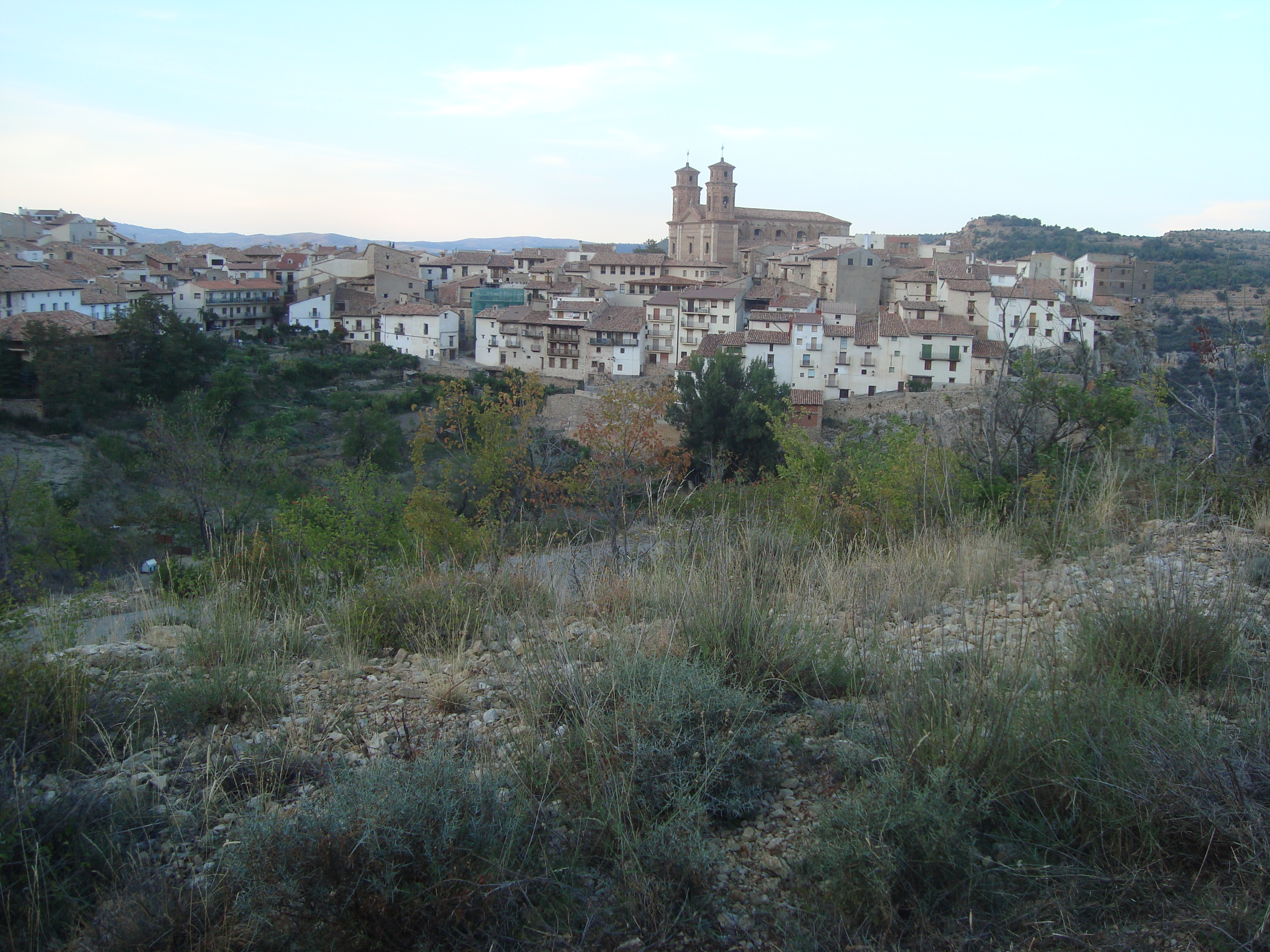
Vista de Villarluengo

Pueblo situado en el corazón de la comarca del Maestrazgo turolense, enclavado en lo alto de un espolón rocoso al borde de un barranco. Destaca por su agreste entorno natural sobre la confluencia de los ríos Palomita y Cañada, entre las sierras de Garrucha, Carrascosa y la Cañada y las muelas Mujer y Mochén.
En su término municipal se incluyen las entidades de población de Las Fábricas (hoy deshabitadas y convertidas en Hostal) y Montoro de Mezquita.

## Historia
El nombre de Villarluengo ya aparece reflejado en un documento de 1176 cuando Español de Castellot concede a la obra de San Salvador y San Valerio de Zaragoza dos terceras partes del señorío que le pertenecía sobre el lugar de Nocito o Noched, situado en la ribera del Guadalupe. La historia de Villarluengo se empieza a forjar en tiempos de la Reconquista, cuando estas tierras eran frontera entre cristianos y musulmanes.
El primer documento de gran importancia para Villarluengo es la Carta Puebla de 1194, otorgada por Alfonso II de Aragón a Gastón de la Orden del Santo Redentor, de esta manera pretenden fijar población en esta tierra despoblada. 
En 1198, dos años más tarde de la muerte de Alfonso II, la Orden del Santo Redentor se disuelve y todos sus derechos, bienes y pertenencias pasan a los Templarios. En 1197 Poncio Mariscal de la Orden del Temple, concede su segunda carta puebla a 20 vecinos de la villa. Los templarios consolidan definitivamente estos territorios, dominándolos durante casi un siglo hasta su disolución en el año 1312.
Posteriormente Villarluengo pasa a manos de la Orden de San Juan de los Hospitalarios cuyo dominio sobre la villa se extenderá hasta el año 1811. A lo largo de estos siglos hubo momentos de gran prosperidad, que llegó a contar con 1800 habitantes. En 1541 se fundó el convento del Monte Santo, gran centro de religiosidad comarcal, utilizado luego en las guerras Carlistas como fortaleza y destruido en 1840.
En 1789 la familia de los Temprados unida a técnicos y capitales franceses, montaron en Villarluengo la primera fábrica de papel continuo que hubo en España. Más tarde "las fábricas" se adaptaron para la producción textil y en ellas trabajaban personas de la localidad y pueblos cercanos, cerraron sus puertas en 1958, tras la guerra civil. En esta época estuvieron también en funcionamiento los baños de aguas termales. Villarluengo fue el primer pueblo de la provincia en tener luz eléctrica, después de la capital, y el primero en la comarca en tener agua corriente, y pavimentadas sus calles.

## Demografía
Villarluengo cuenta con una población de 163 habitantes (INE 2024).
| Gráfica de evolución demográfica de Villarluengo entre 1842 y 2021 |
| |
| Población de derecho según los censos de población del INE Población de hecho según los censos de población del INEEntre el censo de 1970 y el anterior, crece el término del municipio porque incorpora a 44509 (Montoro de Mezquita) |

## Administración y política
| Período   | Alcalde                      | Partido      |  |
| --------- | ---------------------------- | ------------ |  |
| 1979-1983 | José María Domingo Perdiguer | UCD          |  |
| 1983-1987 |                              |              |  |
| 1987-1991 |                              |              |  |
| 1991-1995 |                              |              |  |
| 1995-1999 |                              |              |  |
| 1999-2003 |                              |              |  |
| 2003-2007 |                              |              |  |
| 2007-2011 |                              |              |  |
| 2011-2015 | José Antonio Domingo Ramo    | PP de Aragón |  |

| Partido político    | Partido político                                   | 2003   | 2007   | 2011   | 2015   |
| Partido político    | Partido político                                   | Ediles | Ediles | Ediles | Ediles |
|                     | Partido Popular de Aragón (PP)                     | 4      | 5      | 4      | 3      |
|                     | Partido de los Socialistas de Aragón (PSOE-Aragón) | 1      | —      | 1      | 1      |
|                     | Partido Aragonés (PAR)                             | —      | —      | —      | 1      |
|                     | Chunta Aragonesista (CHA)                          | —      | —      | —      | —      |
| Total de concejales | Total de concejales                                | 5      | 5      | 5      | 5      |

## Cultura

### Monumentos y lugares de interés

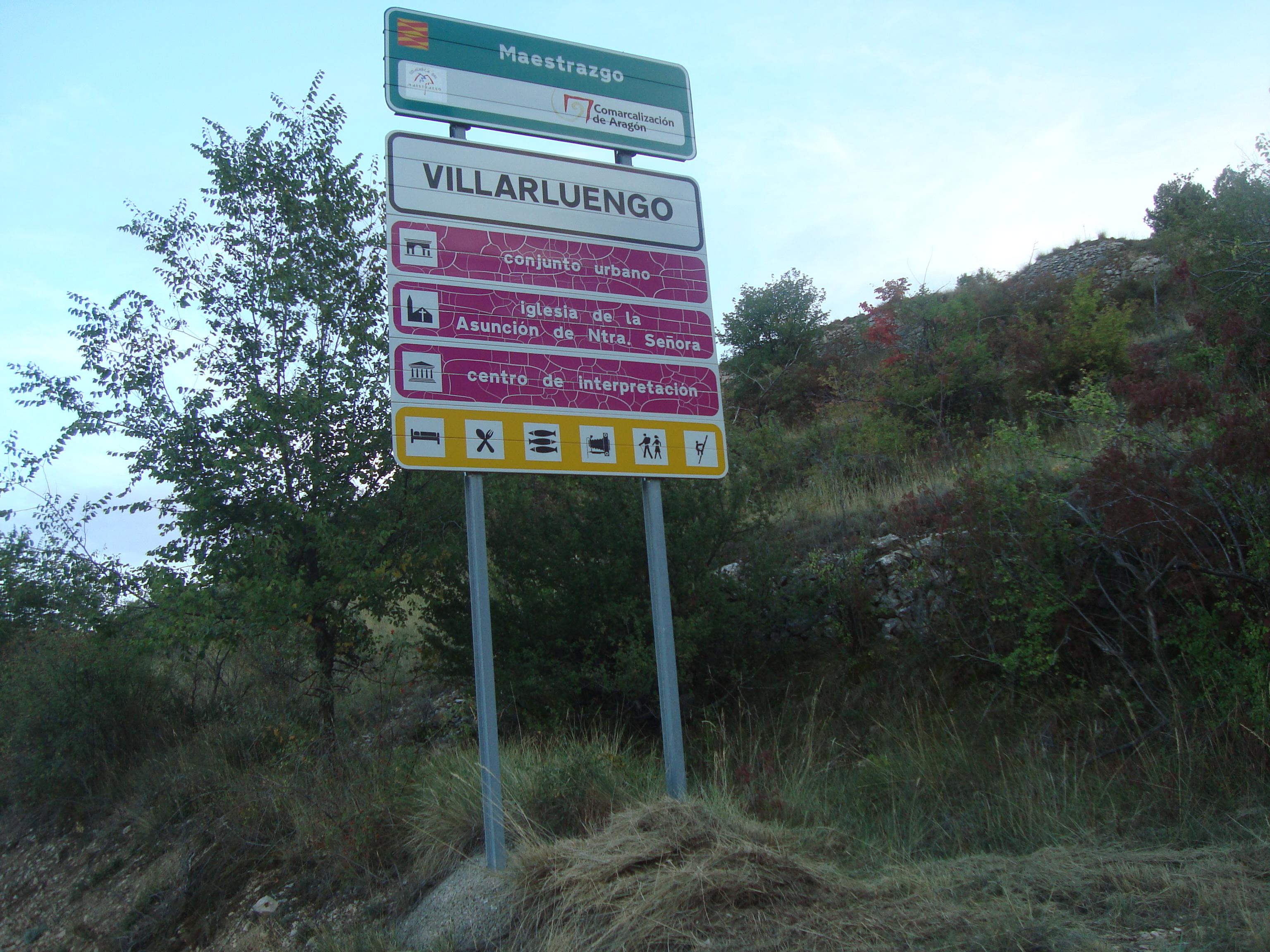
Carteles con diversos puntos de interés en la localidad

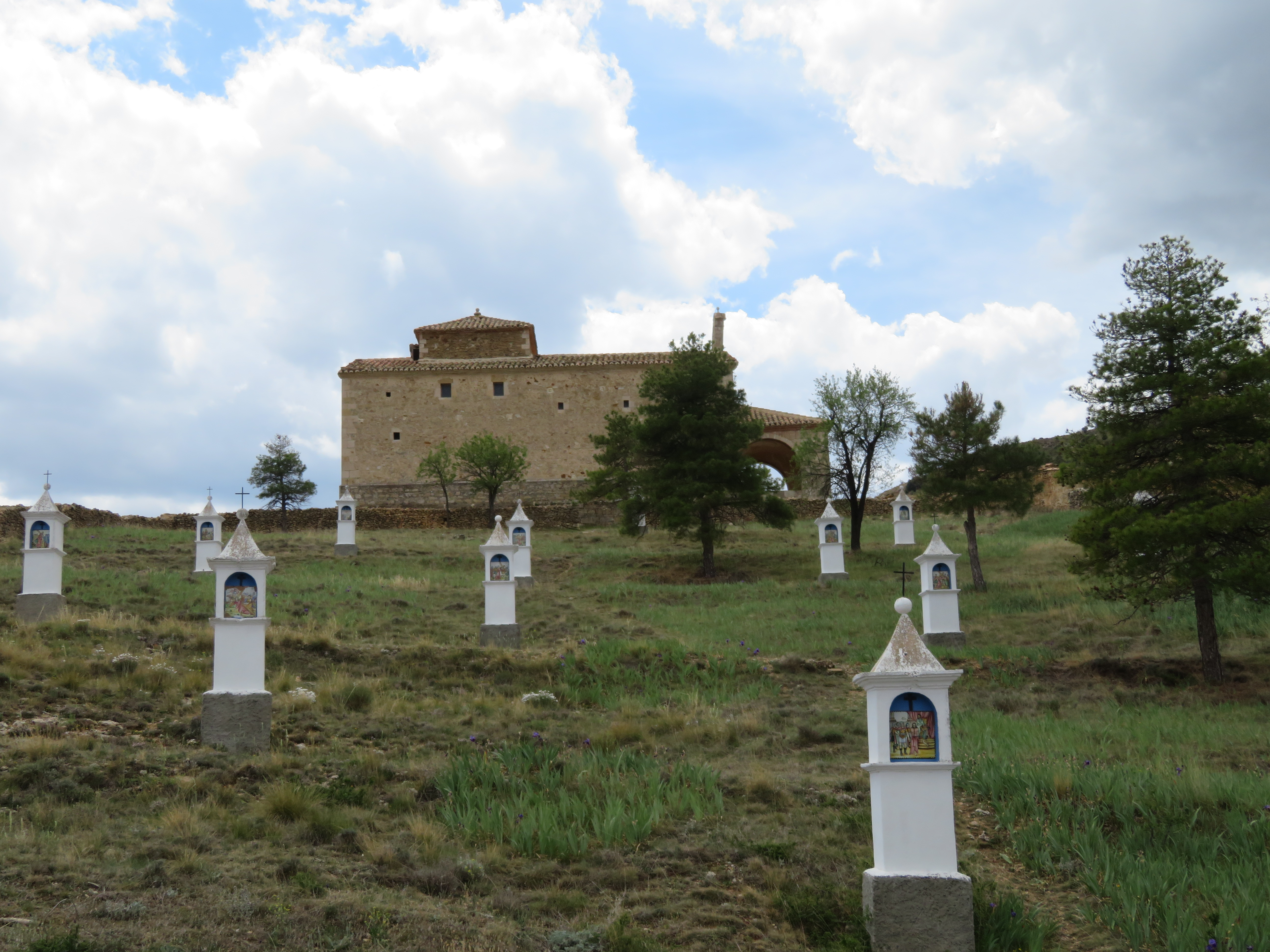
Calvario de Villarluengo

#### Entorno urbano
- El Balcón de los Forasteros. Desde donde se divisa un espectacular y bello panorama paisajístico
- El edificio del Ayuntamiento, obra renacentista, construido en piedra por Francisco Gamboa (siglo XVI).
- La iglesia parroquial dedicada a la Asunción de Nuestra Señora. Reconstruida en 1859 de estilo neoclásico-mudéjar, con su imponente fachada de dos torres gemelas.
- Ermitas de San Bartolomé y San Cristóbal.
- Ruinas del que fuera convento del Monte Santo construido en 1540 y destruido en 1840 durante las guerras carlistas.
- Masías fortificadas: Torre Montesanto (convertida en un hostal), Torre Gorgue, Torre Sancho, Torre Soriano, Torre Domingo Rollo, entre otras.

#### Entorno paisajístico
- El puerto del Cuarto Pelado (1611 m)
- Los Órganos de Montoro
- La vega del río de la Cañada
- El Salto de la Zorra
- El barranco de la Hoz
- La Val de Palomita
- Puente romano el Vado

### Fiestas
- La romería de San Pedro de la Roqueta, celebrada el domingo más cercano al 25 de abril, en la que se realiza una comida de hermandad a base de judías, junto con los romeros de Montoro.
- El 24 de junio, San Juan y la fiesta de la juventud, donde se planta el “Mayo”, se cantan las Albadas y se baila el “Baile del Reinau”.
- Del 23 al 26 de agosto se celebran las fiestas patronales en honor de San Bartolomé y la Virgen de Monte Santo.

### Gastronomía

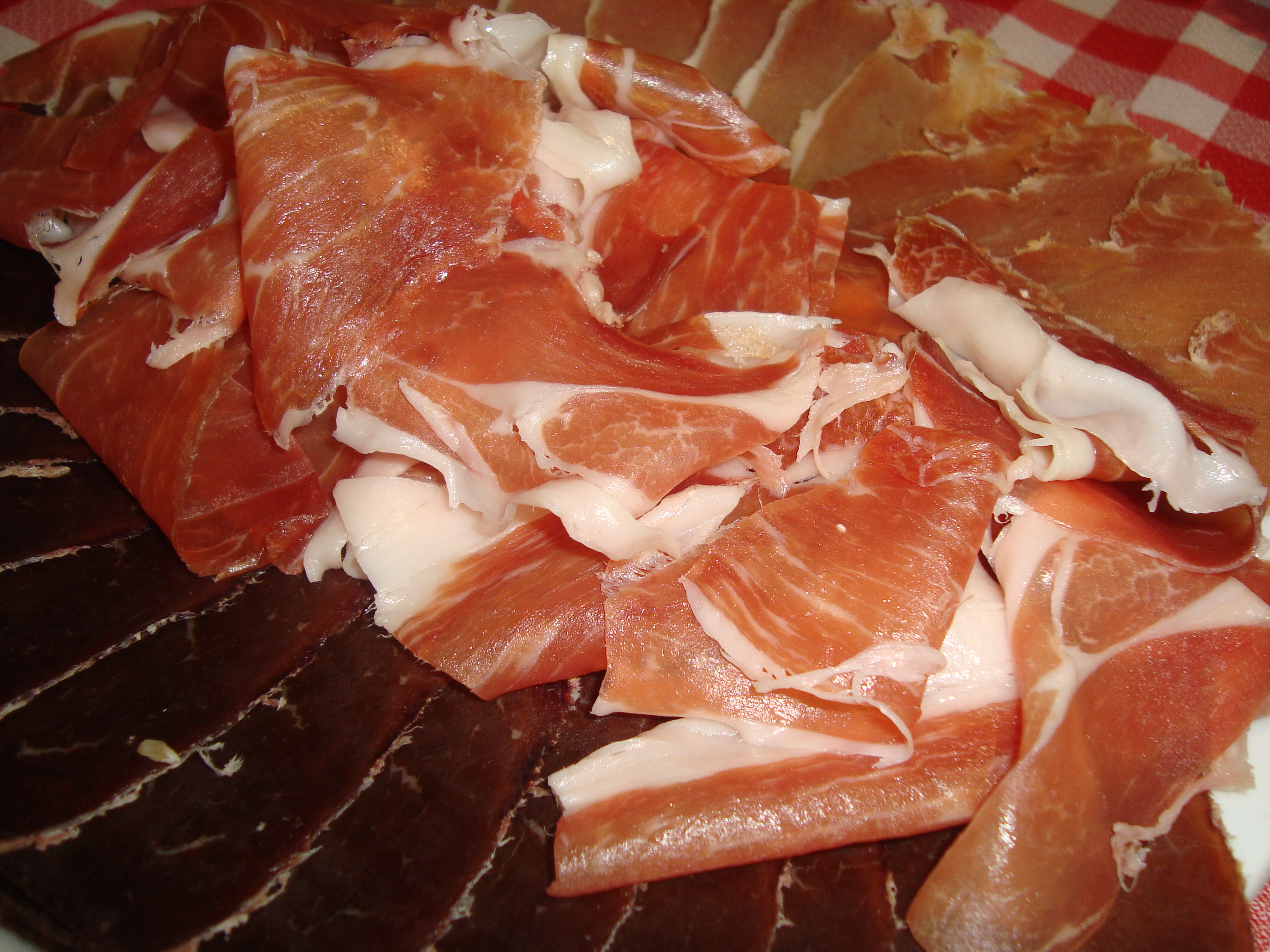
Jamón serrano, cecina de vacuno y lomos curados

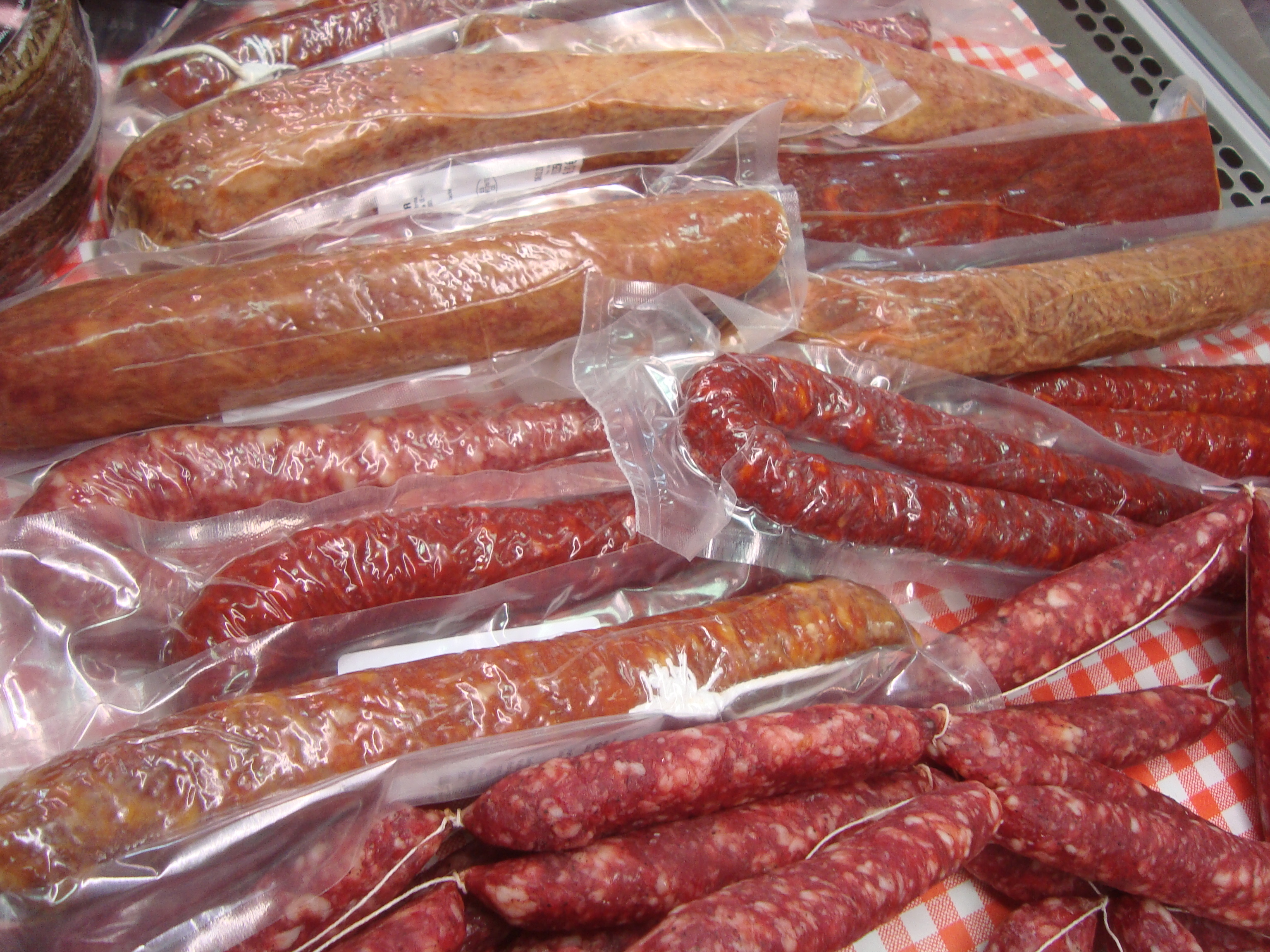
Piezas de embutidos elaboradas en Villarluengo

De la variada y rica gastronomía de la Comarca, aparte de la producción de jamón y cecina de reconocido prestigio, cabe señalar como platos típicos las judías del Bolico, los garbanzos viudos, la trucha y la fina y exquisita repostería del Maestrazgo.